# Ню Канаан
Ню Канаан (на английски: New Canaan) е град в окръг Феърфилд, Кънектикът, Съединени американски щати. Намира се на 13 km североизточно от Стамфорд. Населението му е 20 376 души (по приблизителна оценка от 2017 г.).
В Ню Канаан умира архитектът Филип Джонсън (1906 – 2005).